# Poncetia sphingoides
Poncetia sphingoides är en fjärilsart som beskrevs av Van Eecke 1929. Poncetia sphingoides ingår i släktet Poncetia och familjen tandspinnare. Inga underarter finns listade i Catalogue of Life.